# Enkhuizen
Enkhuizen (anhörenⓘ) (westfriesisch Henkhúze) ist eine Gemeinde im Norden der niederländischen Provinz Nordholland in der Region West-Friesland. Die Orte Oosterdijk und Westeinde gehören ebenfalls zu Enkhuizen.

## Lage und Wirtschaft
Enkhuizen ist ein beliebter Ausflugshafen im westlichen Teil des IJsselmeeres. In den Sommermonaten gibt es auch regelmäßige Schiffsverbindungen nach Stavoren und Urk.
Die Stadt hat eine Eisenbahnverbindung über Hoorn, Purmerend und Zaanstad mit Amsterdam.
Über den Markerwaarddeich (Houtribdijk), der das IJsselmeer vom Markermeer trennt, führt eine Straße nach Lelystad.
Für die Enkhuizer Wirtschaft ist die Fischerei nicht mehr von Bedeutung, im Gegensatz zum Tourismus (Wassersport, Innenstadt).
Das Agrarwesen der Umgebung ist ebenfalls wichtig, neben dem Anbau von Kohl und anderen Gemüsesorten züchtet man Zierblumen und Zierpflanzen, mit deren Saat umfangreicher Handel betrieben wird.

## Geschichte

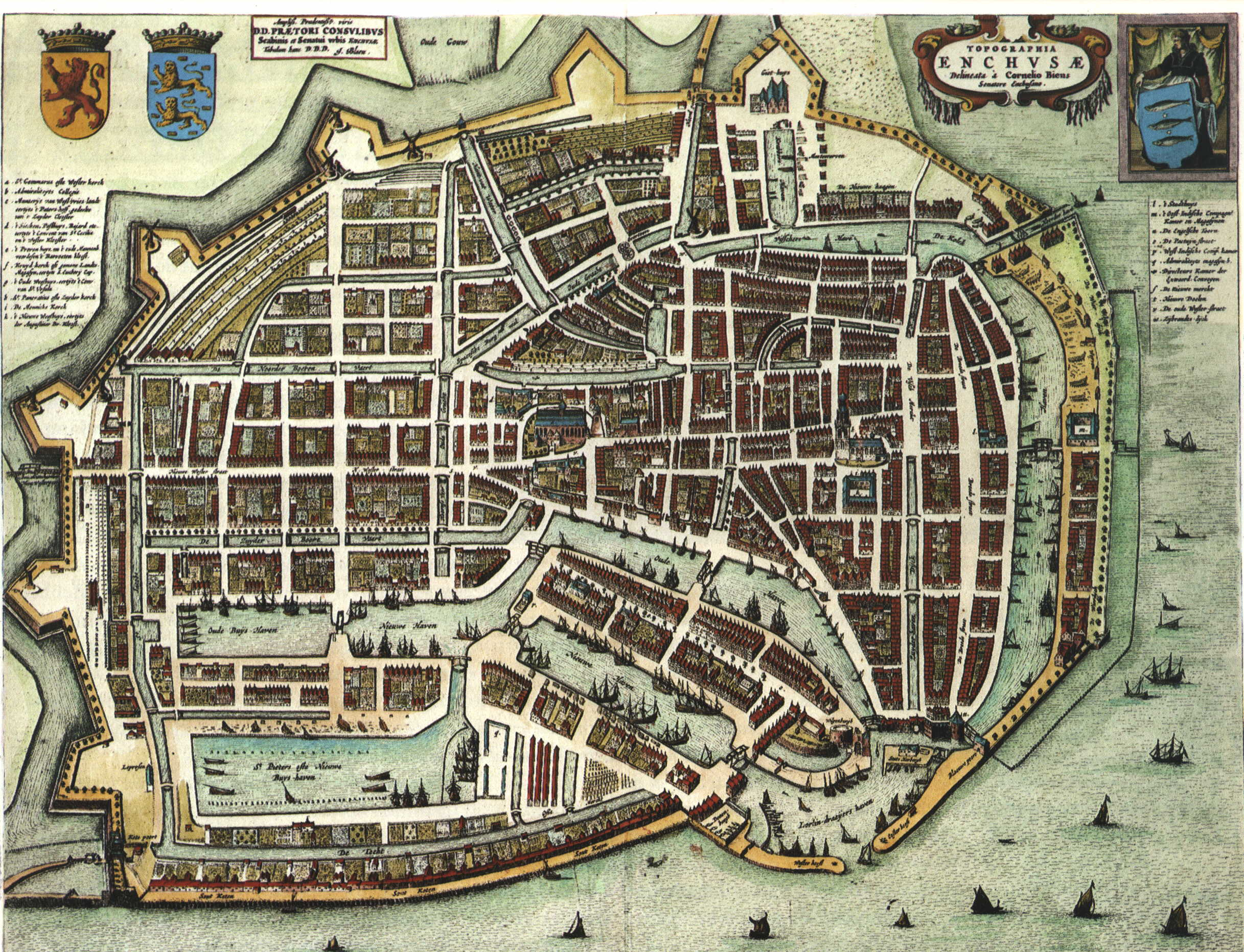
Karte van Enkhuizen von 1652, aus Blaeu's Toonneel der Steden

Um das Jahr 1000 gab es hier bereits eine Siedlung. Im Jahre 1296 wurde das schon bedeutende Dorf Enkhuizen bei einem Streit, der Graf Floris V. das Leben kostete, zum Teil niedergebrannt. Der Ort erhielt 1355 das Stadtrecht. Es war im Mittelalter mehrmals Ausgangspunkt von Streitigkeiten zwischen den Friesen, den Holländern und dem Herzogtum Geldern. Enkhuizen entwickelte sich zu einem wichtigen Zentrum der Heringfischerei; neue Häfen wurden angelegt und um 1600 waren 300 der insgesamt 500 Heringfangschiffe Hollands von Enkhuizen aus aktiv. Als 1603 die Niederländische Ostindien-Kompanie errichtet wurde, war daran auch Enkhuizen beteiligt. Am Ende ihrer Blütezeit im Jahr 1652 war Enkhuizen für die damaligen Verhältnisse mit über 25.000 Einwohnern eine Großstadt. Der eigentliche Stadtkern war zu dieser Zeit größer: das Kuhtor und Reste der Stadtmauern liegen in einem Gebiet, welches jetzt dem Außenviertel angehört.
Ursache des anschließenden Rückfalls war die zunehmende Handelskonkurrenz im Inland (Amsterdam) und Ausland (England). Enkhuizen wurde, wie Monnickendam, Edam, Hoorn und Medemblik, eine der so genannten „toten“ Städte an der Zuidersee. Erst mit dem Aufkommen des Gartenbaus und des Tourismus um 1900 erholte sich die Gemeinde wieder davon. Heute profitiert die Stadt im Sommerhalbjahr vor allem vom Wassertourismus.

## Politik

### Sitzverteilung im Gemeinderat
Seit 1982 bildet sich der Gemeinderat von Enkhuizen folgendermaßen:
| Partei                    | Sitze a | Sitze a | Sitze a | Sitze a | Sitze a | Sitze a | Sitze a | Sitze a | Sitze a | Sitze a | Sitze a |
| Partei                    | 1982    | 1986    | 1990    | 1994    | 1998    | 2002    | 2006    | 2010    | 2014    | 2018    | 2022    |
| ------------------------- | ------- | ------- | ------- | ------- | ------- | ------- | ------- | ------- | ------- | ------- | ------- |
| Enkhuizen Vooruit!        | –       | –       | –       | –       | –       | –       | –       | –       | –       | –       | 3       |
| SP                        | –       | –       | –       | –       | –       | –       | 2       | 3       | 4       | 4       | 3       |
| CDA                       | 4       | 4       | 3       | 3       | 2       | 2       | 2       | 2       | 2       | 2       | 2       |
| Lijst Segerius            | –       | –       | –       | –       | –       | –       | –       | –       | –       | –       | 1       |
| D66                       | 1       | 0       | –       | 2       | 1       | 1       | 2       | 3       | 2       | 2       | 2       |
| VVD                       | 3       | 2       | 2       | 2       | 3       | 2       | 2       | 3       | 2       | 2       | 1       |
| PvdA                      | 5       | 7       | 5       | 3       | 3       | 3       | 4       | 3       | 2       | 2       | 2       |
| Het Enkhuizer Alternatief | –       | –       | –       | –       | –       | –       | –       | –       | 1       | 1       | 1       |
| Nieuw Enkhuizen           | –       | –       | –       | –       | –       | 3       | 4       | 3       | 2       | 2       | 1       |
| PPNL                      | –       | –       | –       | –       | –       | –       | –       | –       | –       | –       | 1       |
| ChristenUnie              | –       | –       | –       | –       | –       | 2       | 2       | 1       | 1       | 1       | 0       |
| SGP                       |         | 1       |         | 1       | 2       | 2       | –       | 1       | 1       | 1       | 0       |
| RPF                       | 1       | 1       | 1       | 1       | 2       | –       | –       | –       | –       | –       | –       |
| Voor Enkhuizen            | –       | –       | –       | –       | –       | –       | –       | –       | –       | 1       | –       |
| Lijst Quasten             | –       | –       | –       | –       | –       | –       | –       | 1       | 1       | –       | –       |
| GroenLinks                | –       | –       | –       | 1       | 3       | 2       | 1       | 1       | –       | –       | –       |
| Verenigd Links            | –       | –       | 2       | 3       | 3       | 2       | –       | –       | –       | –       | –       |
| Enkhuizer Belang          | –       | –       | 1       | 1       | 3       | 2       | –       | –       | –       | –       | –       |
| Leefbaar Enkhuizen        | –       | –       | –       | –       | 3       | 2       | –       | –       | –       | –       | –       |
| Gemeentebelangen          | –       | 2       | 3       | 1       | –       | –       | –       | –       | –       | –       | –       |
| CPN                       | 2       | 1       | –       | –       | –       | –       | –       | –       | –       | –       | –       |
| PSP                       | 1       | 0       | –       | –       | –       | –       | –       | –       | –       | –       | –       |
| Gesamt                    | 17      | 17      | 17      | 17      | 17      | 17      | 17      | 17      | 17      | 17      | 17      |

Anmerkungen

## Veranstaltungen
Das Jazz Festival Enkhuizen wird seit 1974 in der historischen Altstadt von Enkhuizen veranstaltet. Es findet am ersten Wochenende im Juni statt und dauert vier Tage.
Auf der Hauptstraße von Enkhuizen wurde dazu 2008 ein Walk of Fame begründet, der die mitwirkenden Künstler und Formationen mit Namen und dem Zeitraum der Auftritte würdigt.

## Sehenswürdigkeiten

### Bedeutende Bauwerke
Ein offizieller Führer von Stadtverwaltung und Tourismusverein zählt insgesamt 28 besonders bedeutsame Gebäude auf, zumeist aus der Zeit des Goldenen Zeitalters. Aus dieser Vielzahl ragen insbesondere heraus:
- Drommedaristoren bzw. Zuiderpoort (1540, 1649–1659 erhöht)
- Stadhuis (Rathaus, 1686–1688 nach Plänen von Steven Vennenkol erbaut)
- Zuiderkerk (15. Jahrhundert)
- Westerkerk (15. Jahrhundert)
- Koepoort (1649)
- viele Häuser aus dem 17. und 18. Jahrhundert, zumeist mit der niederländischen Denkmalklassifikation Rijksmonument versehen, tw. auch mit dem UNESCO-Denkmal-Signet.

Zur vollen und halben Stunde schlägt das Glockenspiel (Carillon) des Drommedaris verschiedene Weisen.
Ein Stadtrundgang (Stadswandeling) auf Basis einer entsprechenden Wegweisung führt zu den bedeutenden Sehenswürdigkeiten und informiert auf verschiedenen Schautafeln auf Niederländisch zu bedeutenden Ereignissen der Stadtgeschichte. Außerdem fallen im Stadtbild viele Häuser mit einem Rauten-Umriss auf, einer Notwendigkeit zwischen Grundstückszuschnitt und Fassadengestaltung entlang der Straßen.

### Museen
- Zuiderzeemuseum (Binnen- und Buitenmuseum)
- Waagmuseum (Lokales; moderne Kunst; oft Wechselausstellungen)
- Buddelschiffmuseum
- Sow and Grow-Museum, in kirchlicher Trägerschaft
- Stoommaschinenmuseum (Dampfmaschinenmuseum), mit dem Schwerpunkt Dampfschifffahrt und Dampfmaschinen im landwirtschaftlichen Einsatz

### Weitere Sehenswürdigkeiten
Im Nordwestteil der Stadt befindet sich Sprookjeswonderland, ein Märchenwald und Freizeitpark mit fünfzigjähriger Tradition im Stil des niederländischen Künstlers Anton Pieck.
In der Innenstadt ist die Westerstraat als Einkaufsstraße konzipiert, die als Besonderheit verschiedene Inklusionsläden zwischen den Hausnummer 25 und 47 aufweist, einem Sozialprojekt für ältere Mitbürger, die werktags eine Anlaufstelle finden und eine sozial nützliche Tätigkeit (z. B. Produktion und Verkauf von Kunsthandwerk und Konsumartikeln, Café etc.) ausüben sollen und soziale Kontakte erhalten sollen. Gleichzeitig wird damit dem Leerstand vorgebeugt.
Als örtliche Spezialität gilt Krentenmik, ein auf einem kompakten Hefeteig basierenden Früchtekuchen mit Mandel- bzw. Haselnussfüllung.

## Galerie

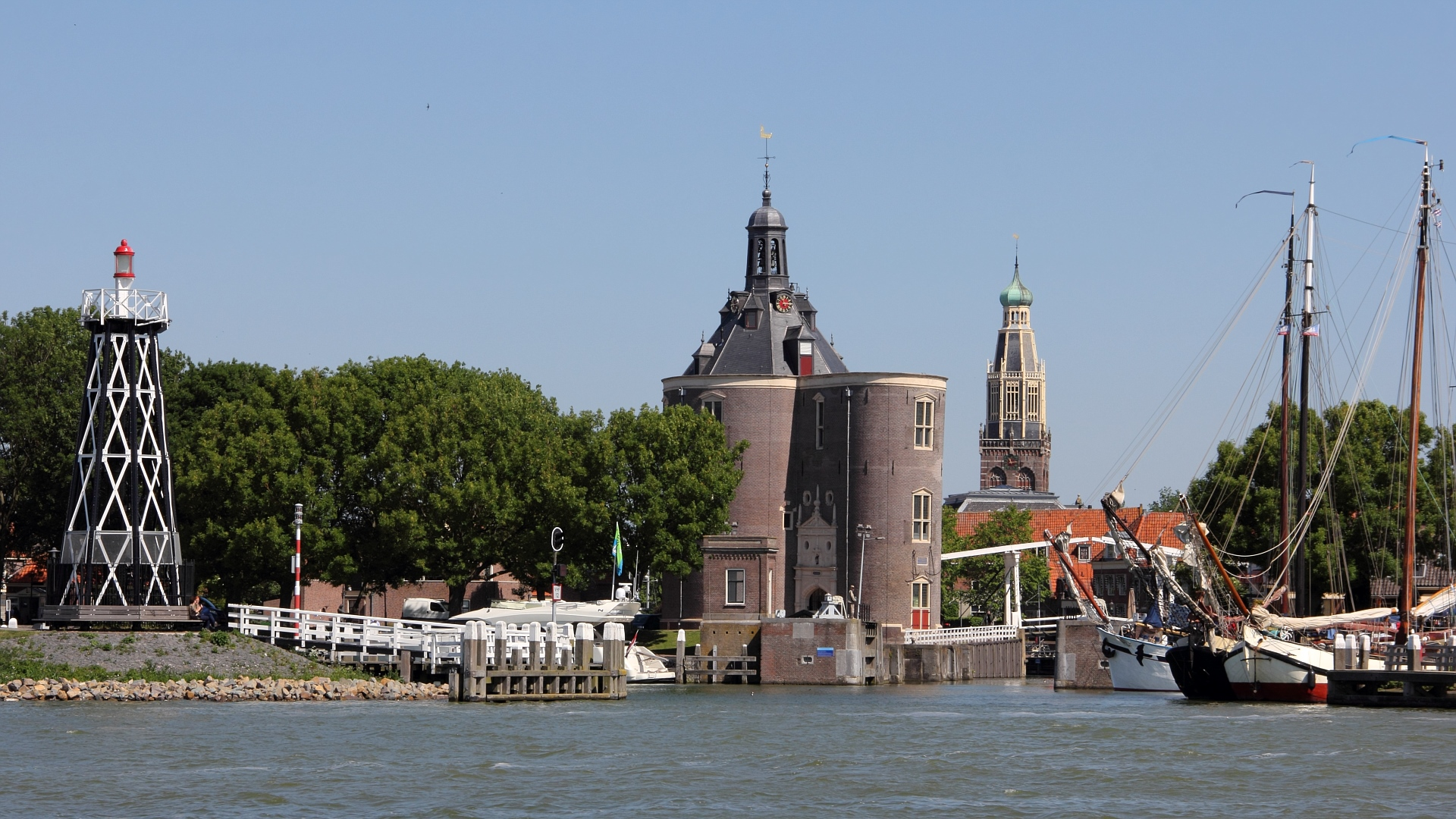
Drommedaris und Zuiderkerkturm
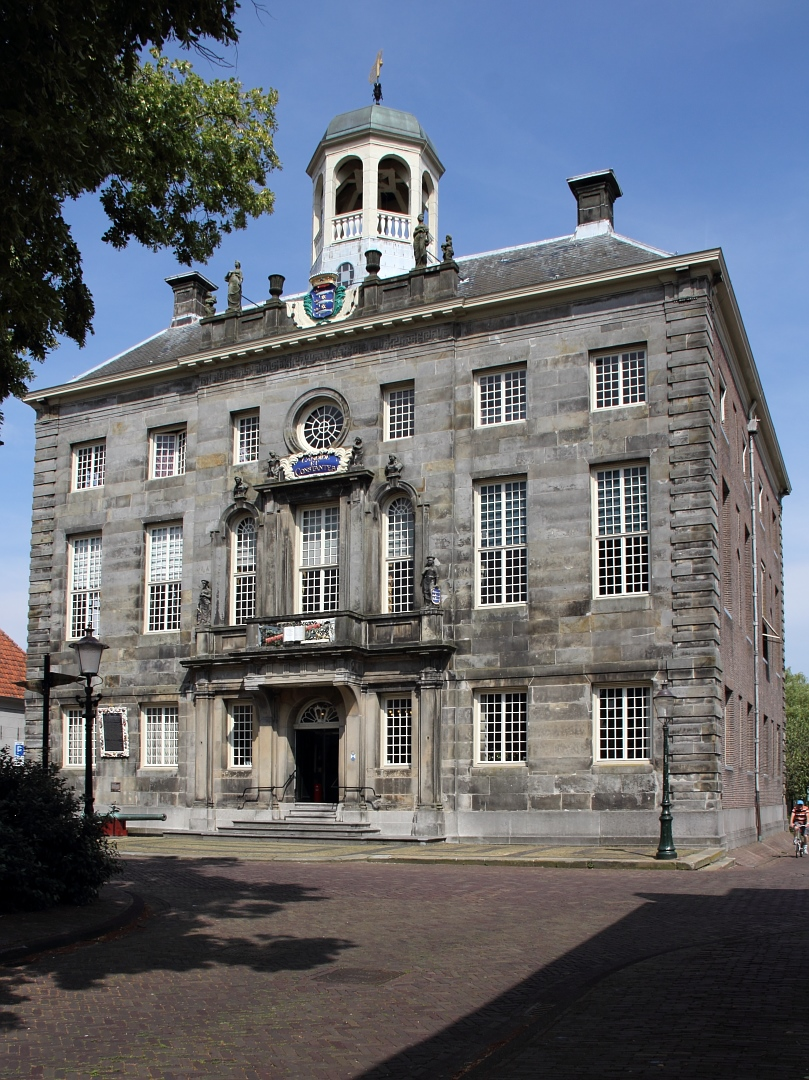
Stadhuiz Enkhuizen
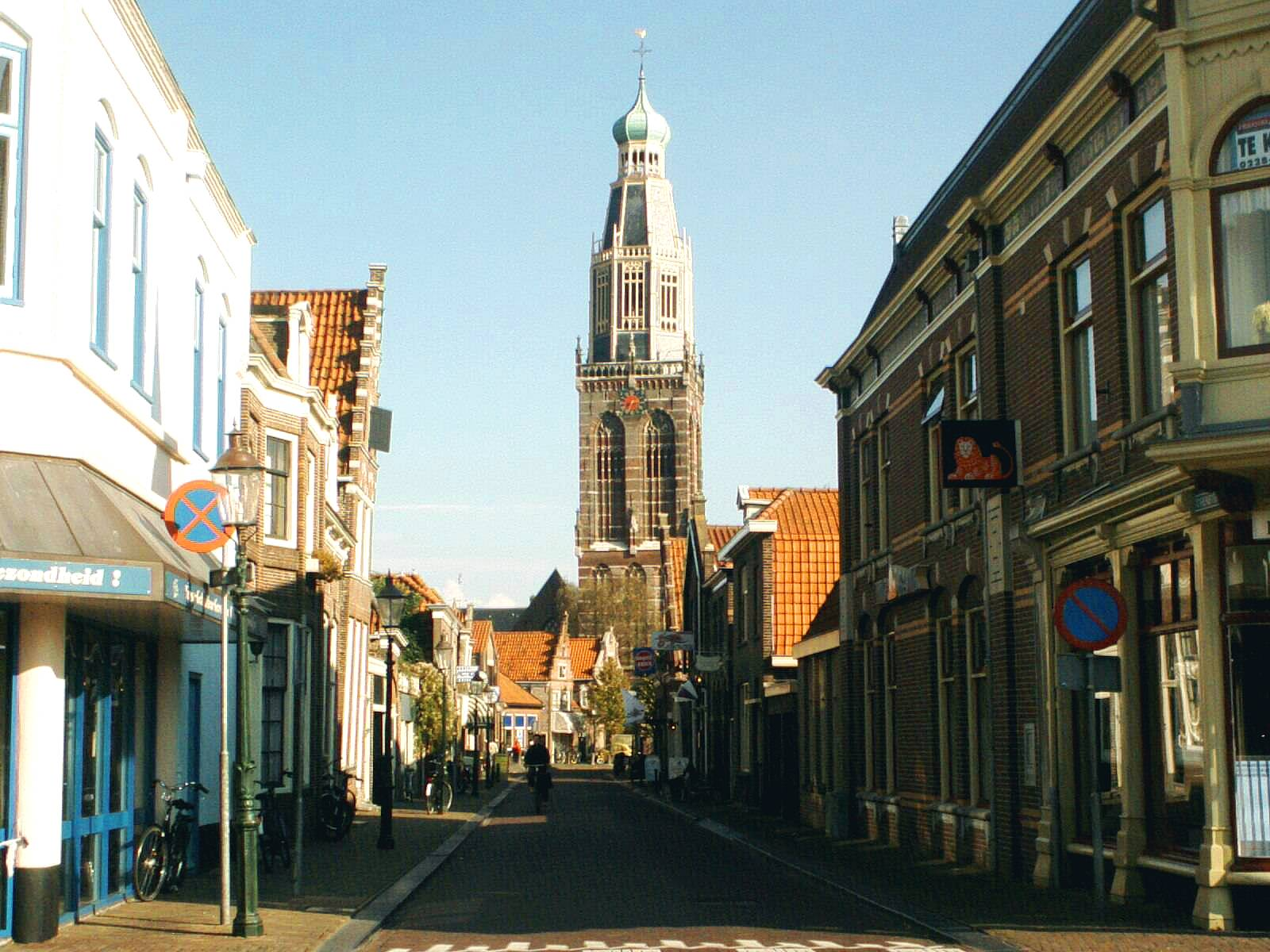
Zuiderkerk
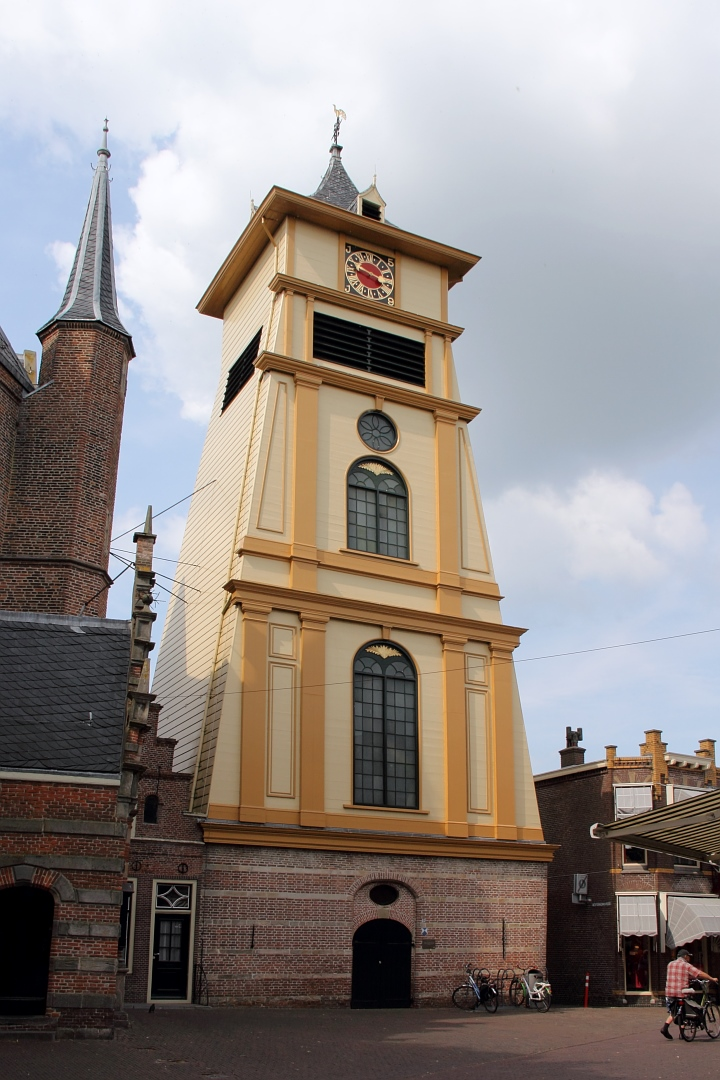
Turm der Westerkerk
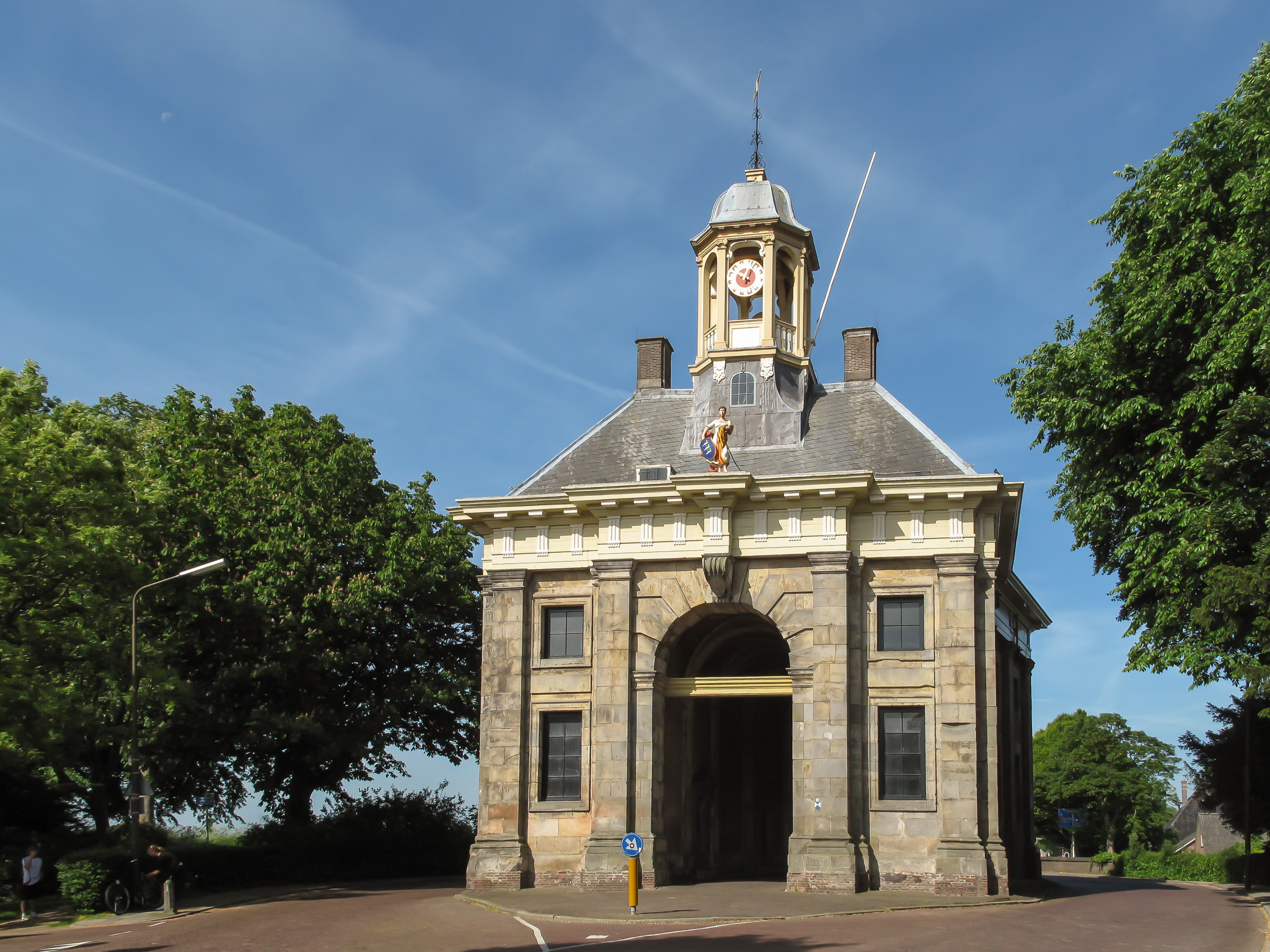
Koepoort
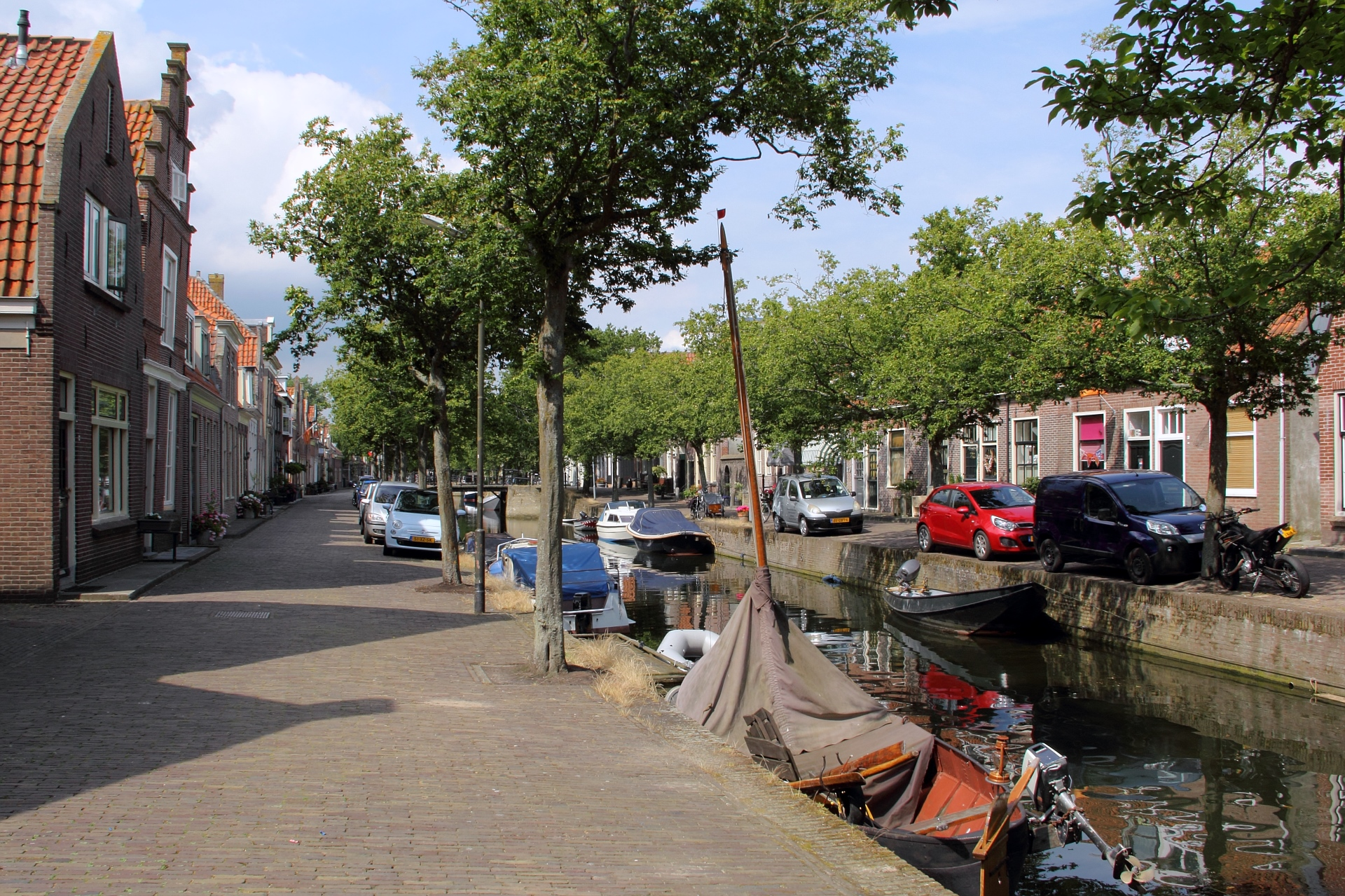
Häuser am Zuider Havendijk
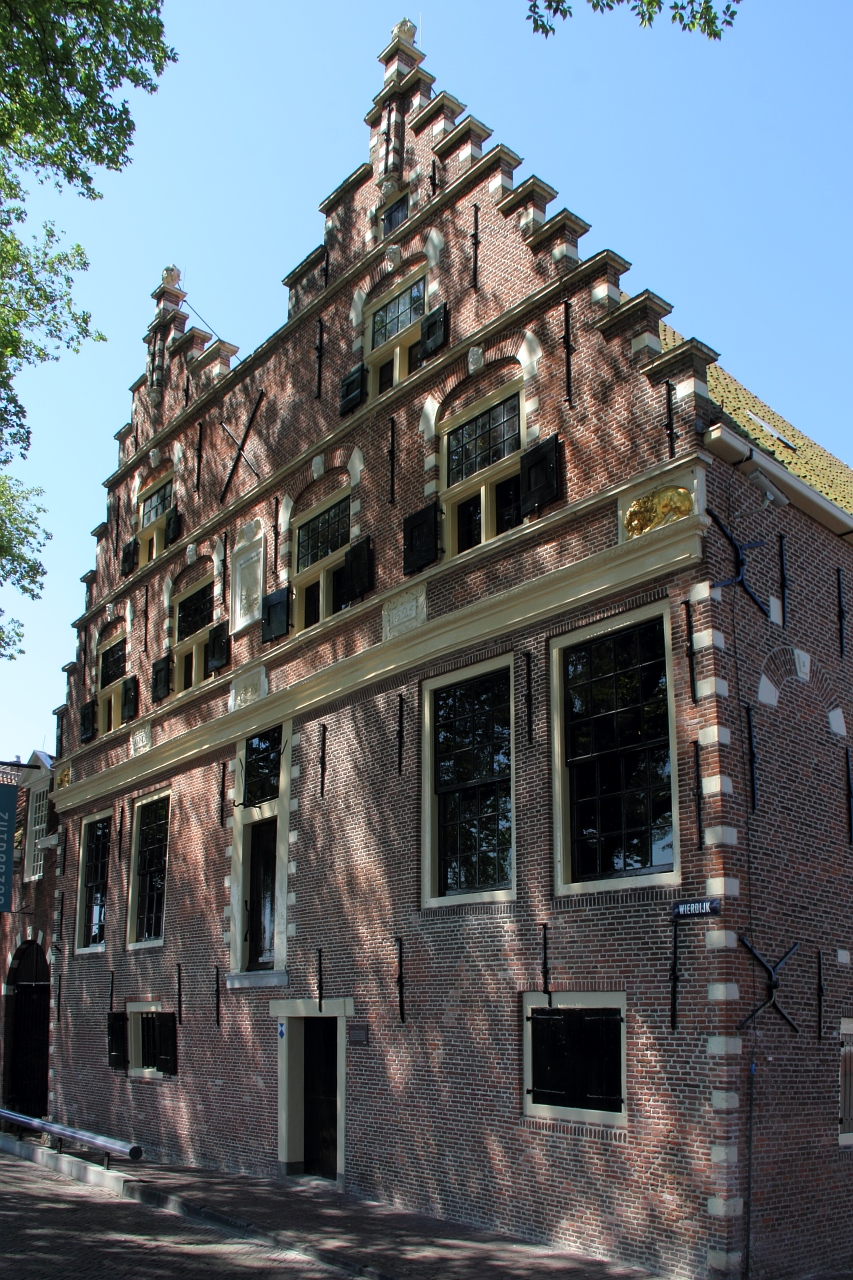
Binnenmuseum des Zuiderzeemuseums

## Persönlichkeiten
Söhne und Töchter der Stadt
- Lucas Janszoon Waghenaer (1533/1534–1605/1606), Navigator, Herausgeber der ersten gedruckten Seekartensammlung in Europa
- Dirck Gerritz Pomp (1544–1608), Seefahrer und Entdecker
- Johannes Antonides van der Linden (1609–1664), Mediziner, Botaniker und Bibliothekar
- Paulus Potter (1625–1654), Maler
- Hermann Witsius, auch Herman Wits (1636–1708), reformierter Theologe, Hochschullehrer
- Gerbrand Bakker (1771–1828), Mediziner
- Pieter Hendriksz (1779–1843), Mediziner und Hochschullehrer
- Margaretha Maria Snouck van Loosen (1807–1885), Stifterin
- Hendrik Marius Quanjer (1879–1961), Phytopathologe
- Alie Smeding (1890–1937), Schriftstellerin, besonders bedeutsames Werk De Zondaar
- Leo Elders (1926–2019), Theologe
- Corry Vreeken (1928–2025), Schachspielerin
- Rein A. Zondergeld (1943–2021), niederländisch-deutscher Autor, Literaturwissenschaftler und Herausgeber
- Jan Ruiter (* 1946), Fußballtorhüter
- Gerrit Zalm (* 1952), Politiker
- Wijda Mazereeuw (* 1953), Schwimmerin
- Kirsten Knip (* 1992), Volleyballspielerin
- Siebe Korenblek (* 2002), Volleyballspielerin

Personen, die in Enkhuizen gewirkt haben
- Jan Huygen van Linschoten (1563–1611), Kaufmann, Autor und Entdecker
- Bernardus Paludanus (1550–1633), Arzt und Botaniker, besaß ein berühmtes Raritätenkabinett